# 아사쿠치시
아사쿠치시(일본어: 浅口市)는 일본 오카야마현 남서부에 있는 시이다.
구라시키시와 가사오카시 사이에 끼어 있어 구라시키시와 히로시마현 후쿠야마시의 주택 지역이 되고 있다.
오카야마현의 시 중에서 면적이 제일 작지만 제면·주조·식목·제모·빨대 생산 등 오래된 역사를 가진 전통산업·지방특색산업을 가진 중소기업이 많이 존재하는 것이 특징이다. 또 곤코교의 발상지·본거지로도 유명하고 정월이나 제사 때 곤코교 본부 주변은 많은 참배객으로 활기찬다.

## 지리
북부에 요쇼산, 지쿠린지산, 북서부에 아베산, 중부에 류오산이 존재한다. 남부는 세토 내해와 접하고 미즈시마 공업지대와 약 10km, 후쿠야마 공업지대와도 약 20km 거리로 가까워 두 지역으로의 통근자도 꽤 많다.

## 인접하는 자치체
- 구라시키시
- 가사오카시
- 아사쿠치군 사토쇼정
- 오다군 야카게정
- 가가와현 마루가메시(세토 내해를 사이에 두고 인접)

## 역사
- 2006년 3월 21일 - 아사쿠치군 가모가타정·곤코정·요리시마정이 합병(신설 합병)해 아사쿠치시가 성립했다.

## 교통

### 철도
- 서일본 여객철도 산요 본선

### 도로
- 산요 자동차도
- 국도 2호선

## 인구
| 연도 | 인구   | ±%     |
| ---- | ------ | ------ |
| 1950 | 39,126 | —      |
| 1960 | 37,002 | −5.4%  |
| 1970 | 34,889 | −5.7%  |
| 1980 | 39,360 | +12.8% |
| 1990 | 39,415 | +0.1%  |
| 2000 | 37,724 | −4.3%  |
| 2010 | 36,064 | −4.4%  |

## 자매 도시
- 중화인민공화국 장시성 가오안시